# سیلداویا
سیلداویا (به سیلداویایی: Zyldavja) یک کشور خیالی در مجموعه کمیک‌های ماجراهای تن‌تن، اثر کارتونیست بلژیکی، هرژه است. این کشور که در بالکان واقع شده است، با کشور همسایه خود، بوردوریا رقابت دارد. سیلداویا در داستان‌های عصای اسرارآمیز (۱۹۳۸–۱۹۳۹)، هدف کرهٔ ماه (۱۹۵۰)، روی ماه قدم گذاشتیم (۱۹۵۲–۱۹۵۳)، ماجرای تورنسل (۱۹۵۴–۱۹۵۶) و تن‌تن و دریاچهٔ کوسه‌ها (۱۹۷۲) به تصویر کشیده شده و در تن‌تن و پیکاروها (۱۹۷۵–۱۹۷۶) به آن اشاره شده است.
هری تامپسون در کتاب خود تن‌تن: هرژه و خلق آن (۲۰۱۱) سیلداویا را «تصویر ایده‌آلی از اروپای مرکزی بین دو جنگ جهانی - یک پادشاهی خیرخواه، زندگی روستایی صلح‌آمیز، دهقانان قوی که پیپ‌های بزرگ می‌کشند» توصیف می‌کند.
هرژه مدعی بود که این کشور به شدت از کشورهای واقعی آلبانی و مونته‌نگرو الهام گرفته شده است و ممکن است بر اساس کشورهای بزرگ‌تر بالکان مانند صربستان، رومانی و بلغارستان نیز باشد.